# Jesmyn Ward
Jesmyn Ward (DeLisle, 1977) è una scrittrice statunitense, professoressa associata all'Università Tulane di New Orleans.
Con le vittorie di due National Book Award (nel 2011 con Salvare le ossa e nel 2017 con Canta, spirito, canta), detiene il primato di unica donna a vincere il premio due volte.

## Biografia

### Primi anni ed educazione
Nata a DeLisle, Mississippi, nel 1977. Dopo essere stata vittima di bullismo alla scuola pubblica, prosegue i propri studi all'Università di Stanford dove ottiene un Bachelor of Arts in Inglese nel 1999 ed un Master of Arts in studio dei media e comunicazione nel 2000. Ward decide di diventare una scrittrice per onorare la memoria del fratello minore, ucciso da un autista ubriaco nell'ottobre del 2000.
Nel 2005 all'Università del Michigan riceve un MFA in scrittura creativa.
Poco dopo, lei e la sua famiglia furono vittime dell'Uragano Katrina. Con la loro casa che si allagava velocemente, la sua famiglia decise di usare la macchina per raggiungere la vicina chiesa di comunità, ma finirono incagliati in un campo pieno di trattori. Quando furono ritrovati dalla famiglia bianca proprietaria del terreno, si rifiutarono di invitarli nella loro casa. Stanchi e traumatizzati, riuscirono a trovare riparo nella casa di una famiglia bianca vicina.
Ward inizia poi a lavorare presso l'Università di New Orleans, mentre si reca al lavoro ogni giorno si confronta con i resti dell'uragano e con le diverse storie di sofferenza e ritorno alla vita normale delle famiglie locali. Per tre anni dopo l'uragano Ward non riuscirà più a scrivere, periodo che le darà il tempo per trovare un editore per il suo primo romanzo, La linea del sangue .

### Carriera letteraria
Nel 2008, quando Ward aveva deciso di abbandonare la scrittura per un corso da infermiera, La linea del sangue è stato accettato dalla casa editrice Agate Publishing.
Nel suo secondo romanzo, Salvare le ossa, Ward scrive nuovamente del rapporto viscerale tra due fratelli afroamericani che crescono nella Costa del Golfo. Per il libro Ward vince, tra gli altri, il National Book Award per la narrativa il 16 novembre 2011 ed il Premio Alex il 23 gennaio 2012. Il libro viene pubblicato in Italia dalla Enne Enne Editore nel 2018.
Nel luglio 2011 Ward annunciò che aveva finito di scrivere la prima bozza del suo terzo libro, definendola la cosa più difficile che aveva mai scritto. Sotto la falce, pubblicato nel 2013, è un memoir che racconta la vita del fratello e di altri quattro giovani ragazzi afroamericani che hanno perso la vita nella sua città natale.
Il terzo romanzo di Ward, Canta, spirito, canta, è stato pubblicato nel 2017 ed ha vinto il National Book Award per la narrativa.
Nel 2022 è stata insignita del Premio della Biblioteca del Congresso per la narrativa americana alla carriera per la sua opera di analisi del razzismo e delle disuguaglianze sociali, risultando la scrittrice più giovane ad ottenere il riconoscimento.
Tutte le sue opere sono pubblicate in Italia da NN Editore 

## Opere

### Romanzi
- Giù nel cieco mondo (Let Us Descend, 2023), Milano, NN Editore, collana La stagione, 2023, 272 pagine, traduzione di Valentina Daniele; ISBN 9791255750093

#### Trilogia di Bois Sauvage
1. La linea del sangue (Where the Line Bleeds, 2008), Milano, NN Editore, collana La stagione, 2020, 322 pagine, traduzione di Monica Pareschi; ISBN 978-88-94938-68-5.
2. Salvare le ossa (Salvage the Bones, 2011), Milano, NN Editore, collana La stagione, 2018, 320 pagine, traduzione di Monica Pareschi; ISBN 978-88-99253-83-7.
3. Canta, spirito, canta (Sing, Unburied, Sing, 2017), Milano, NN Editore, collana La stagione, 2019, 272 pagine, traduzione di Monica Pareschi; ISBN 978-88-94938-29-6.

### Saggi
- The Fire This Time (2016)
- Naviga le tue stelle (Navigate your stars, 2018), Milano, NN Editore, 2020, 64 pagine, traduzione di Alessio Forgione, illustrazioni di Gina Triplet; ISBN 9788894938845

### Memoir
- Sotto la falce (Men We Reaped, 2013), Milano, NN Editore, 2021, 280 pagine, traduzione di Gaja Lombardi Cenciarelli; ISBN 9791280284112.